# US Open 2021 - Quad singolare
Dylan Alcott ha sconfitto in finale Niels Vink con il punteggio di 7–5, 6–2. Alcott ha completato il Grande Slam, diventando il primo giocatore di tennis su sedia a rotelle a farlo (insieme a Diede de Groot nel singolare femminile).
Sam Schröder era il campione in carica, ma è stato sconfitto nei quarti di finale da Vink. Questa è stata la prima volta che i singolari quad usavano un formato a eliminazione diretta agli US Open.

## Teste di serie
1. Dylan Alcott (campione)

1. Sam Schröder (quarti di finale)

## Tabellone

### Legenda
| - Q = Qualificato - WC = Wild card - LL = Lucky loser | - ALT = Alternate - SE = Special Exempt - PR = Protected Ranking | - w/o = Walkover - r = Ritirato - d = Squalificato |

|  | Quarti di finale | Quarti di finale | Quarti di finale | Quarti di finale | Quarti di finale |  |  | Semifinali | Semifinali     | Semifinali     | Semifinali | Semifinali |   |   | Finale | Finale       | Finale       | Finale | Finale |  |
|  |                  |                  |                  |                  |                  |  |  |            |                |                |            |            |   |   |        |              |              |        |        |  |
|  | 1                | Dylan Alcott     | Dylan Alcott     | 6                | 6                |  |  |            |                |                |            |            |   |   |        |              |              |        |        |  |
|  | WC               | Bryan Barten     | Bryan Barten     | 0                | 1                |  |  | 1          | Dylan Alcott   | Dylan Alcott   | 6          | 6          |   |   |        |              |              |        |        |  |
|  |                  | Koji Sugeno      | 6                | 4                | 6                |  |  |            | Koji Sugeno    | Koji Sugeno    | 2          | 1          |   |   |        |              |              |        |        |  |
|  |                  | David Wagner     | 4                | 6                | 4                |  |  |            |                |                |            |            |   |   | 1      | Dylan Alcott | Dylan Alcott | 7      | 6      |  |
|  |                  | Heath Davidson   | Heath Davidson   | 5                | 1                |  |  |            |                |                | Niels Vink | Niels Vink | 5 | 2 |        |              |              |        |        |  |
|  |                  | Andy Lapthorne   | Andy Lapthorne   | 7                | 6                |  |  |            | Andy Lapthorne | Andy Lapthorne | 65         | 1          |   |   |        |              |              |        |        |  |
|  |                  | Niels Vink       | Niels Vink       | 7                | 6                |  |  |            | Niels Vink     | Niels Vink     | 7          | 6          |   |   |        |              |              |        |        |  |
|  | 2                | Sam Schröder     | Sam Schröder     | 65               | 4                |  |  |            |                |                |            |            |   |   |        |              |              |        |        |  |